# Além da Ilusão
Além da Ilusão é uma telenovela brasileira produzida e exibida pela TV Globo de 7 de fevereiro até 19 de agosto de 2022, em 167 capítulos. Substituindo Nos Tempos do Imperador e sendo substituída por Mar do Sertão, foi a 96.ª "novela das seis" exibida pela emissora. 
Criada e escrita por Alessandra Poggi, com colaboração de Adriana Chevalier, Letícia Mey, Flávio Marinho e Rita Lemgruber, tem direção de Tande Bressane, Jeferson De, Joana Clark e Felipe Herzog. A direção geral é de Luís Felipe Sá e a direção artística é de Luiz Henrique Rios.
Contou com Larissa Manoela, Rafael Vitti, Danilo Mesquita, Bárbara Paz, Antonio Calloni, Malu Galli, Marcello Novaes e Palomma Duarte nos papéis principais.

## Enredo
Em 1934, Poços de Caldas, a ingênua Elisa, filha dos ricos Matias e Violeta, se apaixona pelo mágico Davi, porém acaba morrendo quando o pai tenta assassinar o amado e acaba a acertando acidentalmente, deixando que a culpa recaia sobre Davi, que é condenado a vinte anos de prisão. Dez anos depois, a família vive em Campos dos Goytacazes, onde Matias se tornou um homem psicologicamente instável, que não se lembra do passado. Violeta se tornou uma mulher forte, sócia de Eugênio na Tecelagem Tropical, com quem passa a viver um romance proibido para despeito da ambiciosa Úrsula. Esta sempre foi apaixonada, porém rejeitada pelo empresário, e está disposta a tudo para tirar a rival do caminho. A filha mais nova do casal, Isadora, chega aos dezoito anos parecida fisicamente com Elisa, mas com uma personalidade moderna, que não tem pretensão de se casar, mas sim em se tornar modista e ter uma profissão. 
Ela namora o arrogante Joaquim, que é manipulado pela mãe, Úrsula, para casar-se e colocar a mão na fortuna dos Camargo. Enquanto isso, Davi consegue fugir da prisão e chega à cidade após roubar a identidade de Rafael, um moço em coma, na expectativa de provar sua inocência. Porém seus planos são frustrados quando ele e Isadora se apaixonam e têm que enfrentar não só Joaquim, Úrsula e Matias, mas o dilema de contar quem é de verdade para a amada. Na cidade chega também Margô, uma vedete misteriosa, e sua amiga Iolanda, moça ambiciosa que namorava o verdadeiro Rafael, e passa a ameaçar Davi, unindo-se a Joaquim por dinheiro.
A tia de Isadora, Heloísa, é uma mulher amarga, que nunca perdoou o falecido pai por ter dado sua filha recém-nascida para adoção por ser fruto de um romance com um homem casado. Mais tarde descobre-se ser Matias o cunhado que a seduziu e a abusou psicologicamente, também nunca dando uma chance ao amor para o apaixonado Leônidas. O padre Tenório e Olívia, líder do sindicato, vivem em conflito com Joaquim por melhores condições de trabalho para os funcionários da tecelagem. Porém, a aproximação desperta uma paixão proibida entre eles e o sacerdote se questiona sobre sua vocação. Emília é uma doméstica que sempre sonhou em se tornar cantora de rádio, mas nunca teve apoio do seu marido Cipriano, se apaixonando por Enrico, que a ajuda na carreira. Constantino é o poderoso dono do cassino, que reprime a mulher Julinha, uma viciada em jogos, e a filha Arminda, uma namoradeira que engata um romance com o pobretão Inácio.

## Elenco
| Intérprete             | Personagem                                        |
| ---------------------- | ------------------------------------------------- |
| Rafael Vitti           | Davi Jardim / Rafael Antunes (falso)              |
| Larissa Manoela        | Isadora Camargo Tapajós (Dorinha) / Dalva Miranda |
| Larissa Manoela        | Elisa Camargo Tapajós (1ª fase)                   |
| Antonio Calloni        | Dr. Matias Tapajós                                |
| Malu Galli             | Violeta Camargo Tapajós                           |
| Danilo Mesquita        | Joaquim Alves                                     |
| Bárbara Paz            | Úrsula Alves                                      |
| Marcello Novaes        | Eugênio Barbosa                                   |
| Palomma Duarte         | Heloísa Camargo                                   |
| Eriberto Leão          | Leônidas Lobato                                   |
| Débora Ozório          | Olívia Souza / Clara Camargo Tapajós              |
| Jayme Matarazzo        | Padre Tenório Marques                             |
| Caroline Dallarosa     | Arminda Figueiredo Andrade                        |
| Duda Brack             | Iolanda Flores                                    |
| Marisa Orth            | Margarida Gauthier (Margô)                        |
| Marcos Veras           | Enrico Prata / Odilon Paixão                      |
| Gaby Amarantos         | Emília Pereira                                    |
| Paulo Betti            | Constantino Andrade                               |
| Paulo Betti            | Valentino Estrella                                |
| Alexandra Richter      | Júlia Figueiredo Andrade (Julinha)                |
| Arlete Salles          | Santa Figueiredo                                  |
| Larissa Nunes          | Letícia Carvalho                                  |
| Guilherme Prates       | Lorenzo Martinelli                                |
| Matheus Dias           | Bento Nogueira                                    |
| Ricky Tavares          | Inácio Cabral / Milko                             |
| Carol Romano           | Mariana Machado                                   |
| Olívia Araújo          | Augusta dos Santos                                |
| Mariah da Penha        | Manuela dos Santos                                |
| Patricia Pinho         | Fátima Souza                                      |
| Cláudio Jaborandy      | Benedito Souza (Benê)                             |
| Luciano Quirino        | Abílio Nogueira                                   |
| Carla Cristina Cardoso | Felicidade Carvalho                               |
| Guilherme Silva        | Onofre Carvalho                                   |
| Cláudio Gabriel        | Cipriano Pereira                                  |
| Roberta Gualda         | Giovanna Martinelli                               |
| Marcelo Escorel        | Geraldo                                           |
| Patrick Sampaio        | Artur Batista                                     |
| Andrea Dantas          | Romana de Oliveira Rosa                           |
| Jorge Lucas            | Delegado Salvador                                 |
| Adriano Petermann      | Abel Soares                                       |
| Alex Brasil            | Dr. Elias Costa                                   |
| Luciana de Rezende     | Iara Viana                                        |
| Giulia Ayumi           | Ritinha                                           |
| Lais Gavazzi           | Inês                                              |
| Thayla Luz             | Silvana Grimaldi                                  |
| Nicolas Parente        | João Pereira (Jojo)                               |
| Vivi Sabino            | Madalena Carvalho (Madá)                          |

### Participações especiais
| Intérprete          | Personagem                  |
| ------------------- | --------------------------- |
| Lima Duarte         | Afonso Camargo              |
| Fabrício Belsoff    | Rafael Antunes (verdadeiro) |
| Glória Pires        | Nise da Silveira            |
| João Vitti          | Arnaldo Jardim              |
| Ângela Vieira       | Lisiê Marques               |
| Johnny Massaro      | Nelsinho                    |
| Regiane Alves       | Dirce                       |
| Michel Blois        | Leopoldo Cintra             |
| Nikolas Antunes     | Plínio Rivera               |
| Emiliano Queiroz    | Padre Romeu                 |
| Marcos Breda        | Juiz Raimundo Barros        |
| Marcela Muniz       | Cândida Goldman             |
| Pablo Morais        | Marcos Valdez               |
| Antônio Fragoso     | Alfredo Gomes               |
| Eunice Bráulio      | Eunice                      |
| Alcione Mazzeo      | Dona Creuza                 |
| Joelson Medeiros    | Sandoval                    |
| Gustavo Machado     | Promotor Furtado            |
| Hugo Resende        | Gaspar                      |
| Anja Bittencourt    | Dona Abigail                |
| Dani Moreno         | Anastácia Lobato            |
| Maria Manoella      | Lyra                        |
| Lana Guelero        | Paraka                      |
| Sacha Bali          | Pablo Menezes               |
| Paulo Carvalho      | Bartolomeu Lobato           |
| Júlio Levy          | Dr. Amaro                   |
| Beth Zalcman        | Stella                      |
| José Trassi         | Dr. Reynaldo                |
| Beth Lamas          | Hermínia                    |
| Jaime Leibovitch    | Frei Aguinaldo              |
| Charles Fricks      | Danilo Dantas               |
| Gustavo Ottoni      | Prefeito Isaías Peixoto     |
| Bruno Bevan         | Yanko                       |
| Juliane Araújo      | Sueli                       |
| Fabiano Persi       | Perito Diniz                |
| Thierry Tremouroux  | Gerard                      |
| Alexandre Lino      | Antenor                     |
| Marilha Galla       | Yedda Schmidt               |
| Ivo Gandra          | Carlos                      |
| Caio Lucas Leão     | Rubens                      |
| Ruan Aguiar         | Ícaro                       |
| Cristiana Pompeo    | Shirley                     |
| Léo Castro          | Alcides                     |
| Bernardo Filaretti  | Luís Augusto                |
| Lucas Oradovschi    | Misha                       |
| Amaury Lorenzo      | Aristides                   |
| Vitória Fallavena   | Mércia Lins                 |
| Luan Borges         | Natan Batista               |
| Shimon Nahmias      | Francisco Cintra            |
| Alan Pellegrino     | Ademar Silveira             |
| Miguel Tavares      | Fernando Lobato Camargo     |
| Arthur Jr.          | Antônio Flores (Toninho)    |
| Alcemar Vieira      | Delegado Américo            |
| Alexandre Jábali    | Dr. Severo                  |
| William Vita        | Locutor Garcia Lopes        |
| Flávio Baiocchi     | Delegado Cabral             |
| Aldo Perrotta       | Dr. Álvares                 |
| Caio Pozes          | Goulart Jr.                 |
| Leandra Lopez       | Lavínia                     |
| Felipe Herzog       | Concierge                   |
| Paulo Camilo        | Médico Italiano em Livorno  |
| Rita Lemgruber      | Mercedes                    |
| Samir Murad         | Dr. Munhoz                  |
| Anna Paula Black    | Conceição Salvador          |
| André Teixeira      | Sargento Padilha            |
| Thaty Taranto       | Izabel                      |
| Bruno Nunes         | Soldado Fonseca             |
| Lucas Drummond      | Soldado Hoffmann            |
| Ana Carolina Rainha | Darcy Vargas                |
| Felipe Haiut        | Tenente Nelson              |
| Victor Grimoni      | Elizeu                      |
| Ju Vianna           | Natasha                     |
| Aléssio Abdon       | Pacheco                     |
| Cláudio Cinti       | Gilberto                    |
| Emmílio Moreira     | Dr. Ambrósio                |
| Ana Isabela Godinho | Neide                       |
| Diogo Savalla       | Tobias                      |
| Werles Pajero       | Domingos                    |
| Pia Manfroni        | Filipa                      |
| Ralf Itzel          | Mr. Taylor                  |
| Ricardo Ripa        | Afrânio                     |
| Saulo Rodrigues     | Dr. D'Angelo                |
| Bernardo Schlegel   | Heitor                      |
| Alexandre Dacosta   | Severino                    |
| Fabiana Schunk      | Lizete                      |
| Herton Gustavo      | Paranhos                    |
| Rafael Gualandi     | Tavito                      |
| Laura Prado         | Deolinda                    |
| Felipe Luhan        | Túlio                       |
| Gabriel Montenegro  | Mágico Sirius               |
| Zu Vedovato         | Lucinha / Lúcio             |
| Dani Marques        | Therezinha Maia             |
| Antônio Alves       | Carlito                     |
| Adri Lima           | Eleonora                    |
| Daniel Braga        | Gastão                      |
| Fábio Guará         | Leonardo                    |
| Evelyn Montesano    | Celeste                     |
| Cláudia Provedel    | Hortência                   |
| Paula Frascari      | Jacira                      |
| Flávio Leimig       | Charles                     |
| Rodrigo Rangel      | Ulisses                     |
| Jack Berraquero     | Pestana                     |
| Paulo Hamilton      | Navalha                     |
| Sergio Monte        | Seu Pimenta                 |
| Daniel Dias         | Dr. Alfredo                 |
| Sofia Budke         | Isadora (criança)           |
| Bernardo Cintra     | Davi (15 anos)              |
| Thiago Voltolini    | Joaquim (15 anos)           |
| Letícia Pedro       | Olívia (15 anos)            |
| Pedro Guilherme     | Bento (15 anos)             |
| Maria Luiza Galhano | Letícia (15 anos)           |
| Vinícius Pieri      | Lorenzo (15 anos)           |
| Ana Clara Winter    | Heloísa (jovem)             |

## Produção
Em março de 2018, Alessandra Poggi começou a desenvolver a sinopse da novela, antes intitulada provisoriamente Reverso da Fortuna e O Preço da Ilusão, sendo oficializada no segundo semestre de 2019, como uma produção do horário das seis.
Originalmente a trama teria direção artística de Pedro Vasconcelos, que não renovou seu contrato com a TV Globo, sendo substituído na função por Luiz Henrique Rios. As gravações foram iniciadas em setembro de 2021, na cidade de Poços de Caldas, em Minas Gerais, estendendo-se até novembro de 2021, quando começaram as filmagens nos Estúdios Globo, no Rio de Janeiro.

### Escolha do elenco
Antes da pandemia de COVID-19, um elenco completamente diferente foi escalado para a novela – Maurício Destri como o antagonista Joaquim, Marina Moschen de Olívia, Cláudia Raia e Dan Stulbach como Violeta e Matias, Thiago Lacerda como Eugênio, Helga Nemeczyk como Emília e Zezé Polessa como Julinha – sendo que, devido ao atraso de 2 anos, os atores foram remanejados para outros projetos dentro da Globo. Do elenco original, apenas Larissa Manoela e Rafael Vitti, os protagonistas, foram mantidos para a obra. A trama marca a estreia da atriz na emissora, após se destacar em produções do SBT, como em Carrossel e Cúmplices de um Resgate. Quando a novela entrou finalmente em produção Malu Galli e Antonio Calloni assumiram os papéis de Violeta e Matias, Danilo Mesquita de Joaquim, Marcello Novaes de Eugênio e Alexandra Richter de Julinha.
Isabella Santoni chegou a ser escalada como Olívia, mas foi substituída por Débora Ozório sem maiores explicações. Gabriela Duarte foi convidada para interpretar Heloísa, mas recusou e o papel ficou com Paloma Duarte. Convidada para interpretar Margô, Vera Fischer optou por um papel em Todas as Flores e foi substituída por Marisa Orth. Bruno Montaleone seria Inácio, porém após o conflito de seu empresário com a TV Globo o ator foi dispensado e substituído por Ricky Tavares. Miguel Coelho foi convidado para interpretar Padre Tenório após se destacar na RecordTV como um dependente químico em Amor sem Igual, porém o ator preferiu protagonizar Gênesis e Jayme Matarazzo assumiu o papel. Monique Alfradique estava escalada para viver Iolanda, mas com a mudança de direção da obra, a atriz foi substituída pela estreante Duda Brack.
Além da Ilusão marca a estreia de Gaby Amarantos em novelas, como a cantora de rádio Emília.

### Esvaziamento dos Estúdios Globo
No dia 11 de janeiro de 2022, a TV Globo decidiu esvaziar os Estúdios Globo por conta do surto de COVID-19 e da Gripe H3N2 no Rio de Janeiro, colocando os trabalhos em home office até o dia 31. Devido ao fechamento dos Estúdios, as gravações da novela e da trama das 21h, no caso Pantanal, também foram afetadas por completo. Porém, apenas cenas imprescindíveis continuaram sendo gravadas, não havendo inicialmente a necessidade de adiar a estreia de ambas devido a boa frente de capítulos prontos e o avanço da campanha de vacinação contra o novo coronavírus. No entanto, apenas a estreia de Além da Ilusão foi mantida para o dia 7 de fevereiro, enquanto que Pantanal foi adiada para o dia 28 de março, ocasionando no esticamento de Um Lugar ao Sol.

## Exibição
Inicialmente Além da Ilusão esteve programada para estrear na faixa das seis da Globo em setembro de 2020, porém, com o aumento de casos de infecção por COVID-19 no Brasil, foi adiada para o primeiro semestre de 2021 e, depois, para 7 de fevereiro de 2022, data confirmada pela rede em janeiro deste ano. O primeiro teaser da novela foi exibido na programação da emissora em 7 de janeiro.
Com o adiamento das estreias de Nos Tempos do Imperador e Além da Ilusão, a rede exibiu as reprises em edição especial de Novo Mundo (2017), Flor do Caribe (2013) e A Vida da Gente (2011). A trama é a primeira de sua faixa a ser inteiramente gravada após o início da pandemia.

## Música
Compõem a trilha sonora de Além da Ilusão as seguintes canções:
| Nacionais - "A Cura", Vitor Kley e Lulu Santos - "Anunciação", Mariana Nolasco - "Banho De Lua (Tintarella di luna)", Celly Campello - "Maior Abandonado", Thiago Pethit - "Nem Vem Que não Tem", Wilson Simonal - "O Orvalho Vem Caindo", Teresa Cristina - "O Tic-Tac do Meu Coração", Gaby Amarantos (tema de abertura) - "Rosa", Marisa Monte - "Tenha Pena de Mim (Aí Meu Deus)", Elza Soares - "Você Mentiu", Anitta e Caetano Veloso - "A Última Estrofe", Gal Costa - "Amor e Ilusão", Lui Medeiros - "Tigresa", Majur - "Você Vai Ver", Maiara & Maraisa - "Galeria do Tempo", Anavitória e Jorge & Mateus | Internacionais - "Don't Give Up on Me", Jamie Cullum - "Fever", Peggy Lee - "It Don't Mean a Thing (If It Ain't Got That Swing)", Lady Gaga e Tony Bennett - "Mi Unicornio Azul", Ney Matogrosso - "Only For a Moment", Lola Marsh - "Sympathique", Pink Martini - "Easy on Me", Adele - "Time After Time", Ráae e Reno Duarte - "Your Song", Ellie Goulding |

## Recepção

### Audiência
Em sua estreia, Além da Ilusão marcou 18,1 pontos na Região Metropolitana de São Paulo segundo dados do Kantar IBOPE Media. Apesar de ser considerado o segundo menor índice de uma estreia do horário das seis desde Lado a Lado (2012—13), a telenovela aumentou em 4% a média da faixa, que permanecia em baixa devido ao desempenho visto como pífio da trama antecessora. O quinto capítulo obteve o recorde negativo da trama, de 14,5 pontos. Em 15 de fevereiro, a produção apresentou crescimento e bateu seu primeiro recorde, com 18,7 pontos. Dois dias depois, 17, obteve 19,1 pontos. Em 26 de fevereiro, sábado de Carnaval, registrou recorde negativo, de 13,1 pontos.
Posteriormente foram registradas novas máximas: 19,6 pontos em 14 de março, 20,3 no dia seguinte, 20,7 no dia 28, 20,9 no dia 31, 21,8 no dia seguinte, 21,9 em 18 de maio e 22,2 em 25 de julho. Em sua última semana no ar, marcou 22,8 pontos no capítulo de 16 de agosto. O último capítulo bateu recorde e registrou 24,2 pontos na exibição inédita, com picos de 27, sendo classificado como o melhor desfecho da faixa das seis desde Éramos Seis (2019–20), que obteve 25,5 pontos, e 20,9 na reapresentação, superando até mesmo o capítulo inédito de Cara e Coragem, que obteve 20,5. Além da Ilusão teve uma média geral de 19 pontos, aumentando em 12% os índices do horário das seis.

### Prêmios e indicações
| Ano  | Prêmio                   | Categoria     | Nomeação         | Resultado | Ref.          |
| ---- | ------------------------ | ------------- | ---------------- | --------- | ------------- |
| 2022 | Prêmio APCA de Televisão | Melhor Novela | Alessandra Poggi | Indicada  | [ 81 ] [ 82 ] |
| 2022 | Prêmio APCA de Televisão | Melhor Atriz  | Paloma Duarte    | Indicada  | [ 81 ] [ 82 ] |
| 2022 | Prêmio APCA de Televisão | Melhor Ator   | Antonio Calloni  | Indicado  | [ 81 ] [ 82 ] |